# 佐々木百合
佐々木 百合（ささき ゆり、1967年5月26日 - ）は、日本の経済学者。専門は金融論。明治学院大学経済学部教授、日本金融学会常任理事、金融庁金融審議会委員、三菱HCキャピタル取締役、明治安田生命保険取締役。

## 人物・経歴
東京都生まれ。1990年成城大学経済学部卒業。1992年一橋大学大学院商学研究科修士課程修了。1995年一橋大学大学院商学研究科博士課程単位修得、一橋大学商学部助手。1998年高千穂商科大学商学部助教授。2000年博士（商学）（一橋大学）。
2001年明治学院大学経済学部助教授。2006年ワシントン大学客員研究員。2007年明治学院大学経済学部教授。2014年全銀協TIBOR運営機関理事。2015年金融庁金融審議会委員、ワシントン大学客員研究員。2017年総務省情報通信行政・郵政行政審議会委員。
2018年日立キャピタル取締役。2019年公認会計士試験試験委員。2020年明治学院大学経済学部長。2021年三菱HCキャピタル取締役、日本財団ファイナンシャル・コミッティ委員。2022年明治安田生命保険取締役。
総務省情報通信行政・郵政行政審議会郵政行政分科会会長、日本証券業協会自主規制会議公益委員、日本金融学会常任理事、日本経済学会渉外担当理事、金融庁金融経済学勉強会幹事なども務めた。専門は金融論。旧姓長瀧。

## 著書
- 『国際金融論入門』新世社 2017年